# Championnat d'Italie de combiné nordique 2005
Le championnat d'Italie de combiné nordique 2005 s'est tenu le 9 août 2005 à Predazzo, au Trampolino dal Ben pour le sprint et les 17 et 18 septembre 2005 à Pragelato pour le Gundersen.

## Résultats du sprint
| Rang | Athlète            |
| ---- | ------------------ |
| 1    | Jochen Strobl      |
| 2    | Giuseppe Michielli |
| 3    | Daniele Munari     |
| 4    | Davide Bresadola   |
| 5    | Gennaro Ciotola    |
| 6    | Daniele Errath     |
| 7    | Davide Pezzin      |
| 8    | Roberto Dellasega  |
| 9    | Felix Peselj       |
| 10   | Diego Dellasega    |

## Résultats du Gundersen
| Rang | Athlète             |
| ---- | ------------------- |
| 1    | Jochen Strobl       |
| 2    | Giuseppe Michielli  |
| 3    | Daniele Munari (de) |